# Neoplanodiscorbis
Neoplanodiscorbis es un género de foraminífero bentónico considerado un sinónimo posterior de Discorbinella de la subfamilia Discorbinellinae, de la familia Discorbinellidae, de la superfamilia Discorbinelloidea, del suborden Rotaliina y del orden Rotaliida. Su especie tipo era Neoplanodiscorbis galapagosensis. Su rango cronoestratigráfico abarcaba el Holoceno.

## Clasificación
Neoplanodiscorbis incluye a las siguientes especies:
- Neoplanodiscorbis afueraensis
- Neoplanodiscorbis antarctica
- Neoplanodiscorbis galapagosensis